# باغ‌موزه وزیری
غار موزه یا باغ‌موزه وزیری یکی از موزه‌های فعال در ایران می‌باشد که توسط استاد ناصر هوشمند وزیری از مجسمه‌سازان برتر ایرانی با هزینه شخصی در شمال تهران ایجاد شد. ناصر هوشمند وزیری در ششم تیر هزار و سیصد و نود و هشت در همین باغ موزه درگذشت.
این غارموزه زیبا در زمینی به مساحت ۱۰۰۰ متر مربع در یک بنای دوبلکس در لواسان ساخته شد و از سال ۱۳۸۴ فعالیت خور را آغاز نمود.
این موزه اولین غار موزه خصوصی در ایران است و تمامی مخارج و الگوها و خلاقیتی که در این موزه دیده می‌شود، حاصل هنر استاد وزیری می‌باشد.لازم به ذکر است کلیه مجسمه های موجود در غار موزه وزیری ثبت میراث ملی است.

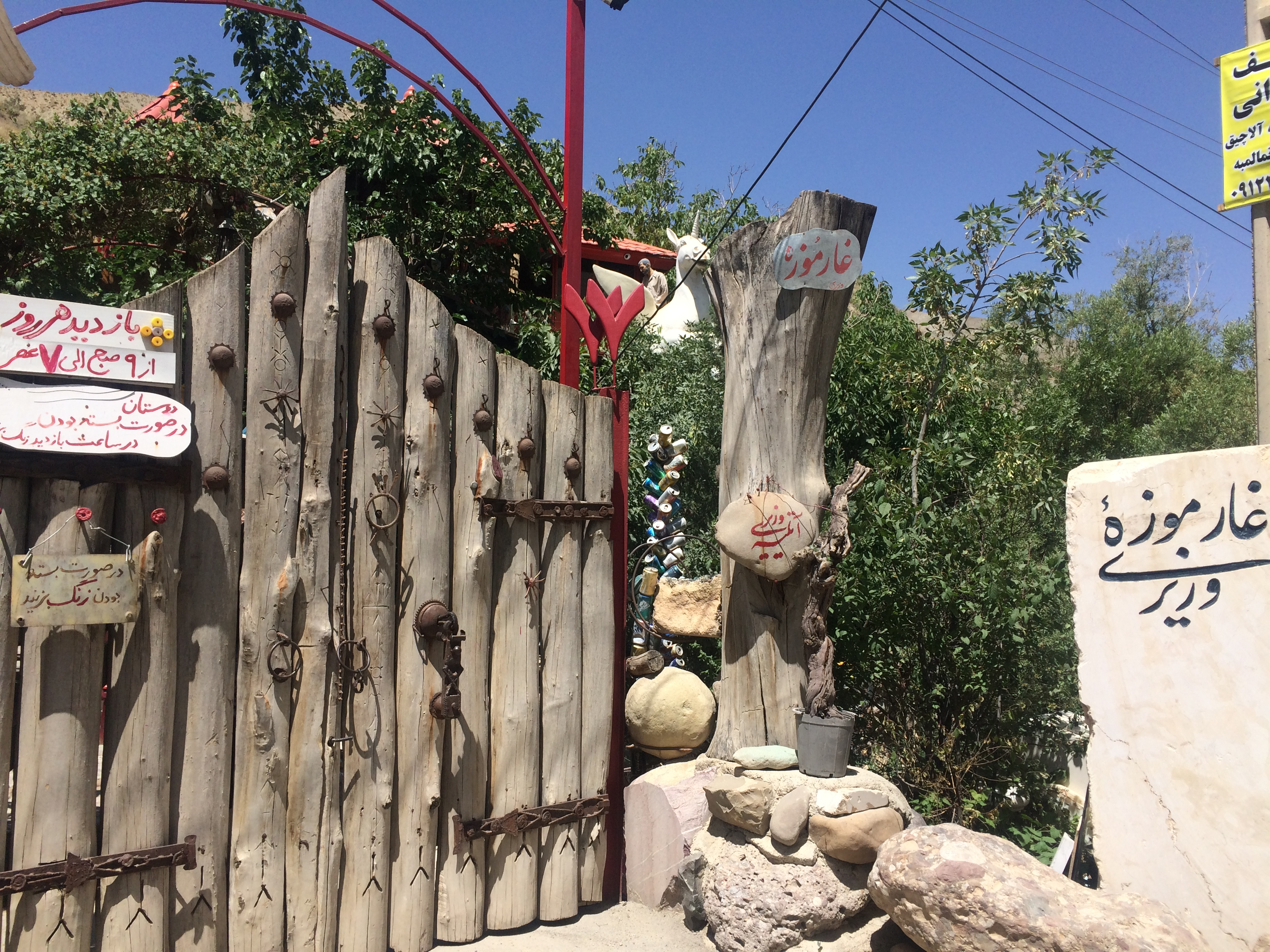
سردر غارموزه وزیری

آثار طراحی شده در این باغ موزه از داستان‌های شاهنامه فردوسی و فولکلور ایران و فرهنگ اصیل و سنتی ایرانی برگرفته شده است. بازدیدکنندگان این آثار می‌توانند آزادانه و بدون مانعی در پیرامون باغ گردش و عکاسی کنند و مستقیماً با طراح و خالق این آثار گفتگو نمایند و ضمن آشنایی با نظرات استاد، آموزش‌ها و ایده‌های لازم را فرا بگیرند.

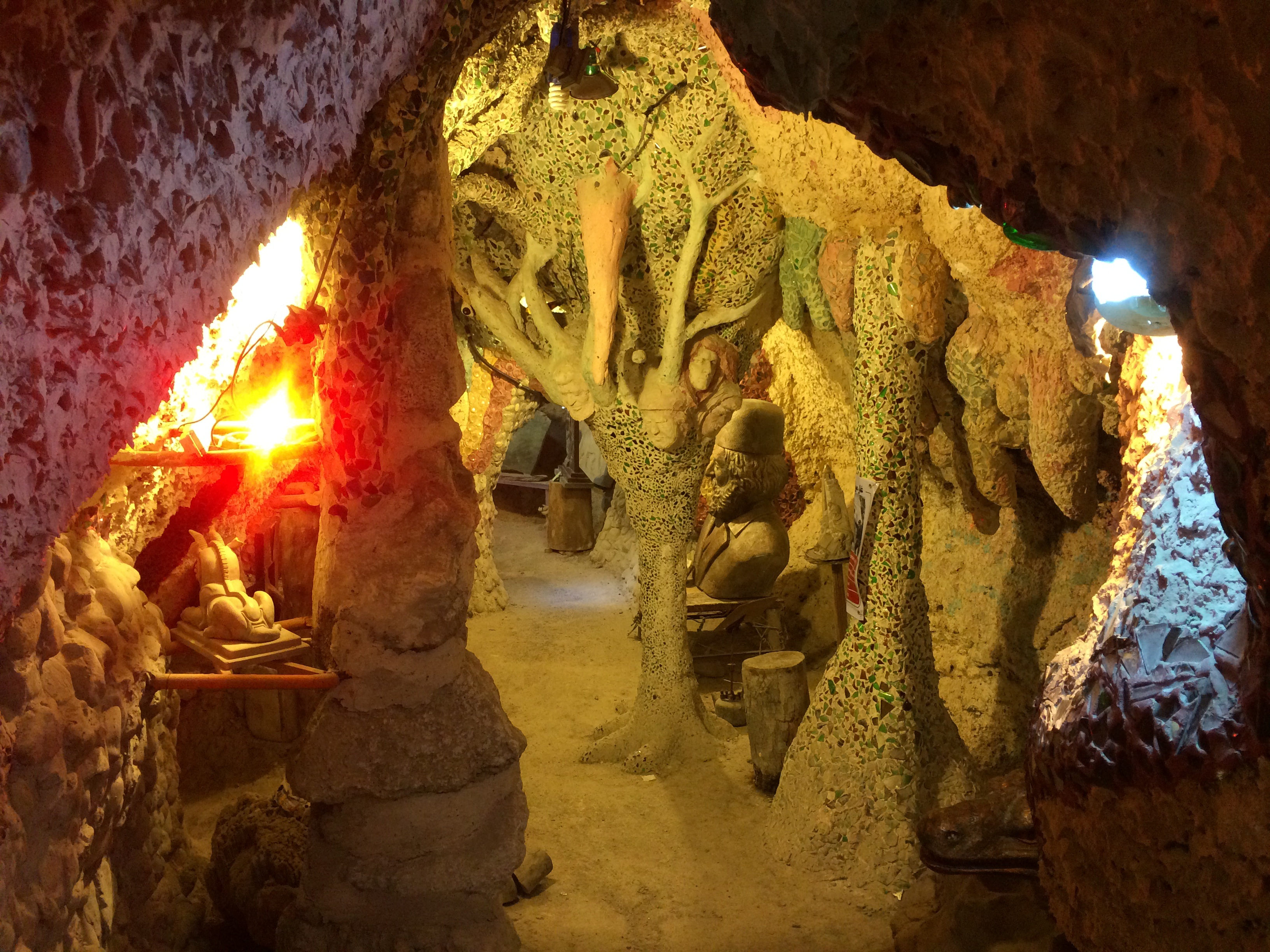
نمایی از داخل غارموزه وزیری

## آدرس
- تهران - لواسانات - بلوار امام خمینی - جاده کند علیا و سفلی - دوراهی بوجان - سمت چپ بعد از چال ناظران - پلاک ۷۷
- تلفن: ۲۶۵۵۶۶۰۴ - فکس: ۲۶۵۵۶۷۳۴